# Campionato mondiale di snooker 1930
Il Campionato mondiale di snooker 1930 è stato la quarta edizione di questo torneo, che si è disputato dal 17 marzo al 23 maggio 1930, in diversi luoghi dell'Inghilterra, con la finale che si è giocata presso la Thurston's Hall di Londra.
Il torneo è stato vinto da Joe Davis, il quale ha battuto in finale Tom Dennis per 25-12. L'inglese si è aggiudicato così il suo quarto Campionato mondiale.
Il campione in carica era Joe Davis, il quale ha confermato il titolo.
Il break più alto del torneo è stato un 79, realizzato da Joe Davis.

## Programma
| Incontro                | Turno      | Date di gioco            | Impianto        | Città      |
| ----------------------- | ---------- | ------------------------ | --------------- | ---------- |
| Tom Newman-Nat Butler   | Turno 1    | dal 17 al 20 marzo 1930  | Newman's Club   | Londra     |
| Fred Lawrence-Alec Mann | Turno 1    | dal 17 al 19 marzo 1930  | Camkin's Hall   | Birmingham |
| Joe Davis-Fred Lawrence | Semifinali | dal 23 al 25 aprile 1930 | Camkin's Hall   | Birmingham |
| Tom Dennis-Nat Butler   | Semifinali | dal 1° al 3 maggio 1930  | Camkin's Hall   | Birmingham |
| Joe Davis-Tom Dennis    | Finale     | dal 19 al 23 maggio 1930 | Thurston's Hall | Londra     |

## Fase a eliminazione diretta
|  | Turno 1 Al meglio dei 25 frames | Turno 1 Al meglio dei 25 frames | Turno 1 Al meglio dei 25 frames |               |           | Semifinali Al meglio dei 25 frames | Semifinali Al meglio dei 25 frames | Semifinali Al meglio dei 25 frames |  |  | Finale Al meglio dei 49 frames | Finale Al meglio dei 49 frames | Finale Al meglio dei 49 frames |  |
|  |                                 |                                 |                                 |               |           |                                    |                                    |                                    |  |  |                                |                                |                                |  |
|  |                                 |                                 |                                 |               |           | Inghilterra (bandiera)             | Joe Davis                          | 13                                 |  |  |                                |                                |                                |  |
|  |                                 |                                 |                                 |               |           | Inghilterra (bandiera)             | Joe Davis                          | 13                                 |  |  |                                |                                |                                |  |
|  |                                 |                                 |                                 | Fred Lawrence | 2         |                                    |                                    |                                    |  |  |                                |                                |                                |  |
|  | Inghilterra (bandiera)          | Fred Lawrence                   | 13                              | Fred Lawrence | 2         |                                    |                                    |                                    |  |  |                                |                                |                                |  |
|  | Inghilterra (bandiera)          | Fred Lawrence                   | 13                              |               |           |                                    |                                    |                                    |  |  |                                |                                |                                |  |
|  | Inghilterra (bandiera)          | Alec Mann                       | 10                              |               |           |                                    |                                    |                                    |  |  |                                |                                |                                |  |
|  | Inghilterra (bandiera)          | Alec Mann                       | 10                              |               | Joe Davis | Joe Davis                          | 25                                 |                                    |  |  |                                |                                |                                |  |
|  |                                 |                                 |                                 |               |           |                                    |                                    |                                    |  |  |                                |                                |                                |  |
|  |                                 |                                 | Tom Dennis                      | Tom Dennis    | 12        |                                    |                                    |                                    |  |  |                                |                                |                                |  |
|  |                                 |                                 |                                 | Tom Dennis    | 12        |                                    |                                    |                                    |  |  |                                |                                |                                |  |
|  |                                 |                                 |                                 |               |           |                                    |                                    |                                    |  |  |                                |                                |                                |  |
|  |                                 |                                 |                                 |               |           |                                    |                                    |                                    |  |  |                                |                                |                                |  |
|  |                                 | Inghilterra (bandiera)          | Tom Dennis                      | 13            |           |                                    |                                    |                                    |  |  |                                |                                |                                |  |
|  |                                 |                                 |                                 | 13            |           |                                    |                                    |                                    |  |  |                                |                                |                                |  |
|  |                                 |                                 |                                 | Nat Butler    | 11        |                                    |                                    |                                    |  |  |                                |                                |                                |  |
|  | Inghilterra (bandiera)          | Tom Newman                      | 11                              | Nat Butler    | 11        |                                    |                                    |                                    |  |  |                                |                                |                                |  |
|  | Inghilterra (bandiera)          | Tom Newman                      | 11                              |               |           |                                    |                                    |                                    |  |  |                                |                                |                                |  |
|  | Scozia (bandiera)               | Nat Butler                      | 13                              |               |           |                                    |                                    |                                    |  |  |                                |                                |                                |  |

| Finale (Al meglio dei 49 frames) Thurston's Hall, Londra, 19–23 maggio 1930. Arbitro: ? | |                                    |
| Joe Davis                                                                               | 25–12 | Tom Dennis                         |
| Miglior break: 79 Century breaks: 0                                                     | Giorno 1: 43–57, 70–42, 56–37, 81–28, 55–57, 70–25, 88–43, 63–20 Giorno 2: 76–26, 68–37, 56–48, 104–19, 58–75, 83–29, 84–36, 32–73 Giorno 3: 48–53, 100–13, 102–22, 58–38, 29–57, 83–25, 37–86, 81–33 Giorno 4: 12–84, 65–49, 85–24, 37–80, 75–27, 56–43, 41–50, 96–37 Giorno 5: 55–62, 93–39, 25–72, 70–57, 74–33 | Miglior break: ? Century breaks: ? |
| Joe Davis vince il Campionato mondiale di snooker 1930                                  | |                                    |